# DDR-Rundfahrt 1988
Die 36. DDR-Rundfahrt fand vom 7. bis zum 13. September 1988 statt. Sie führte mit einem Prolog und sieben Etappen über 964,9 km. Gesamtsieger der Rundfahrt wurde Uwe Raab.

## Trikots
Bei dieser Rundfahrt wurden fünf Trikots vergeben: das Gelbe Trikot des Gesamtbesten, das Blaue der besten Mannschaft, das Violette des aktivsten Fahrers, das Weiß-rote des punktbesten Fahrers und das Weiße des besten Nachwuchsfahrers.

## Etappen
Die Rundfahrt erstreckte sich mit einem Prolog und sieben Etappen über 964,9 km.

### Prolog:Frankfurt (Oder)(Einzelzeitfahren), 3,1 km
|    | Fahrer              | Mannschaft       | Zeit       |
| -- | ------------------- | ---------------- | ---------- |
| 1. | Uwe Raab            | DDR              | 3:52 min   |
| 2. | Frank Kühn          | DDR              | + 0:01 min |
| 3. | Torsten Hildebrandt | SG Wismut Gera I | + 0:03 min |

### 1. Etappe: Rund um Frankfurt (Oder), 155 km
|    | Fahrer             | Mannschaft            | Zeit       |
| -- | ------------------ | --------------------- | ---------- |
| 1. | Uwe Raab           | DDR I                 | 3:29:55 h  |
| 2. | Olaf Ludwig        | DDR-Olympiamannschaft | + 0:05 min |
| 3. | Andreas Wartenberg | SG Wismut Gera I      | + 0:10 min |
| 4. | Bert Dietz         | SC DHfK Leipzig I     | + 0:15 min |
| 5. | Bunzler            | Berlin-Auswahl I      | + 0:15 min |
| 6. | Dariusz Matuszek   | SC Cottbus            | + 0:15 min |

### 2. Etappe: Frankfurt (Oder) –Forst, 176 km
|    | Fahrer       | Mannschaft            | Zeit       |
| -- | ------------ | --------------------- | ---------- |
| 1. | Olaf Ludwig  | DDR-Olympiamannschaft | 4:06:25 h  |
| 2. | Uwe Raab     | DDR                   | + 0:05 min |
| 3. | Ralf Schmidt | DDR                   | + 0:10 min |

### 3. Etappe: Rund um Forst, 160 km
|    | Fahrer        | Mannschaft  | Zeit       |
| -- | ------------- | ----------- | ---------- |
| 1. | Uwe Raab      | DDR         | 3:27,51 h  |
| 2. | Frank Kühn    | DDR         | + 0:05 min |
| 3. | Martin Goetze | BSG-Auswahl | + 0:10 min |

### 4. Etappe:Einzelzeitfahrenin Forst, 40 km
|    | Fahrer           | Mannschaft                  | Zeit       |
| -- | ---------------- | --------------------------- | ---------- |
| 1. | Dan Radtke       | ASK Vorwärts Frankfurt/O. I | 51:11 min  |
| 2. | Uwe Raab         | DDR                         | + 0:50 min |
| 3. | Wolfgang Lötzsch | BSG-Auswahl                 | + 1:05 min |

### 5. Etappe: Forst –Görlsdorf, 118 km
|    | Fahrer                | Mannschaft                  | Zeit       |
| -- | --------------------- | --------------------------- | ---------- |
| 1. | Martin Goetze         | BSG-Auswahl                 | 2:48:25 h  |
| 2. | Uwe Raab              | DDR                         | + 0:15 min |
| 3. | Frank Augustin        | ASK Vorwärts Frankfurt/O. I | + 0:10 min |
| 4. | Frank Kühn            | DDR                         | + 0:15 min |
| 5. | Jean-François Lafille | Frankreich                  | + 0:15 min |
| 6. | Jürgen Werner         | SC Karl-Marx-Stadt          | + 0:15 min |

### 6. Etappe:  Rund um denKreis Luckau, 188 km
|    | Fahrer       | Mannschaft        | Zeit       |
| -- | ------------ | ----------------- | ---------- |
| 1. | Uwe Raab     | DDR               | 4:22:05 h  |
| 2. | Ronald Rauch | SC Turbine Erfurt | + 0:05 min |
| 3. | Bert Dietz   | SC DHfK Leipzig I | + 0:10 min |

### 7. Etappe: Rund um Görlsdorf, 124,8 km
|    | Fahrer                | Mannschaft  | Zeit       |
| -- | --------------------- | ----------- | ---------- |
| 1. | Ralf Schmidt          | DDR         | 3:04:45 h  |
| 2. | Martin Goetze         | BSG-Auswahl | + 0:05 min |
| 3. | Jean-François Lafille | Frankreich  | + 0:10 min |

## Gesamtwertungen

### Gelbes Trikot (Einzelwertung)
|     | Fahrer           | Mannschaft                  | Zeit       |
| --- | ---------------- | --------------------------- | ---------- |
| 01. | Uwe Raab         | DDR                         | 22:20:24 h |
| 02. | Dan Radtke       | ASK Vorwärts Frankfurt/O. I | + 0:28 min |
| 03. | Martin Goetze    | BSG-Auswahl                 | + 1:19 min |
| 04. | Ralf Schmidt     | DDR                         | + 1:27 min |
| 05. | Wolfgang Lötzsch | BSG-Auswahl                 | + 1:35 min |
| 06. | Frank Kühn       | DDR                         | + 1:44 min |
| 07. | Olaf Jentzsch    |                             | + 1:54 min |
| 08. | Dirk Schiffner   |                             | + 2:02 min |
| 09. | Gerd Audehm      |                             | + 2:09 min |
| 10. | Torsten Bredow   |                             | + 2:12 min |

### Violettes Trikot (Aktivster Fahrer)
|    | Fahrer        | Mannschaft  |
| -- | ------------- | ----------- |
| 1. | Martin Goetze | BSG-Auswahl |

## Anmerkung
1. ↑  Bei allen Zeitangaben sind die Etappenzeitgutschriften bereits mit eingerechnet.